# Alexandra Vacano
Alexandra Vacano (* 25. Mai 1971 in Neu-Ulm) ist eine deutsche Journalistin und Fernsehmoderatorin.

## Leben
Vacano wuchs im rheinland-pfälzischen Wörrstadt auf. Nach dem Abitur am Gymnasium Nieder-Olm im Jahre 1990 studierte sie an der Johannes-Gutenberg-Universität in Mainz Germanistik, Romanistik und Politikwissenschaften auf Magister.
Parallel zum Studium arbeitete sie als freie Mitarbeiterin für die ZDF-heute-Redaktion. Im Anschluss an das Studium absolvierte Vacano dann ein Volontariat beim ZDF. Im Jahr 2000 schloss sich der Wechsel zur Redaktion des ZDF-Morgenmagazins nach Berlin an, zuerst als Reporterin und Redakteurin, anschließend als Chefin vom Dienst (CvD).
Von 2003 bis 2006 moderierte Vacano die Frühstrecke des ZDF-Morgenmagazins. In dieser Zeit vertrat sie auch Patricia Schäfer in der Spätschiene. In der Frühschicht löste sie Michael Bartsch ab.
Ab Oktober 2006 moderierte Vacano im Wechsel mit Gert Scobel das ZDF-Magazin sonntags – TV fürs Leben. 2010 wurde sie weitestgehend von Doro Wiebe vertreten und 2011 von Andrea Ballschuh abgelöst.
Vacano lebt in Berlin-Alt-Treptow.